# Carlos Puebla
Carlos Manuel Puebla Concha (Manzanillo, 11 september 1917 – Havana, 12 juli 1989) was een Cubaanse singer-songwriter.
Carlos Puebla wordt wel "de zanger van de revolutie" genoemd, hij gebruikte zijn muziek om de waarden van de Cubaanse revolutie te verspreiden, door de meest relevante gebeurtenissen te bezingen en de veranderingen in zijn land sinds 1959 vast te leggen.

## Biografie

### Jeugd
Hij werd geboren op 11 september 1917 in Manzanillo in een eenvoudige familie. Tijdens zijn jeugd beoefende hij vele beroepen zoals: timmerman, monteur, suikerarbeider en schoenmaker. Zijn temperament trok hem naar de wereld van de muziek. Toen hij naar school ging verliet hij nooit zijn mondharmonica, die hij onderweg bespeelde. De gitaarlessen die zijn broer kreeg, werden door hem stiekem gevolgd en later herhaald; dit autodidactische karakter dreef hem tot leren. Met behulp van methoden voor afstandsonderwijs en in overleg met Pedro Estacio, destijds directeur van de Manzanillo Municipal Concert Band, en Juan García, pianoleraar, zette hij zijn eerste stappen in het muziekonderwijs.

### Begin
In de jaren 30 van de 20e eeuw werden zijn liedjes al uitgezonden op het lokale radiostation van Manzanillo, CMKM. In die tijd waren de thema's van zijn muziek van romantische aard, liedjes die grote hits waren en deel zijn gaan uitmaken van het erfgoed van de Cubaanse muziek.
Kort daarna zou hij beginnen met het opnemen van zijn albums; in deze stukken zou hij sociale en protestthema's gaan behandelen.
In de jaren 50 werd hij begeleid door de groep Los Tradicionales, bestaande uit Santiago Martínez, Pedro Sosa en Rafael Lorenzo, die zijn werk publiceerde onder de naam Carlos Puebla y Sus Tradicionales. Zijn aanwezigheid op de nationale radio en televisie werd een vast gegeven. Hoewel het podium dat hij in die tijd het meest waardeerde het Havana restaurant La bodeguita del medio was, waar hij zijn werk deed zonder salaris.

### Cubaanse Revolutie
Op 1 januari 1959 zou de triomf van de revolutie, vertegenwoordigd door de intocht van leider Fidel Castro in Havana, het leven van Carlos Puebla evenzeer beïnvloeden als Cuba. De guaracha "Y en eso llegó Fidel" is, zoals de titel zegt, een verandering in zijn creatie, in zijn werk: Carlos Puebla wordt een kroniekschrijver. Hij begon liedjes te componeren die de revolutionaire waarden en de besluiten van de regering van "de baardmannen" uitdroegen, zonder de traditionele Cubaanse thema's achterwege te laten.
In 1961 maakte hij wat zijn eerste tournee door verschillende landen zou worden, die uitmondde in een groot succes. Dit zou leiden tot nog veel meer tournees, waardoor zijn prestige en roem van Cuba naar meer dan 35 landen zouden worden uitgebreid. Bij al deze optredens werd hij begeleid door zijn groep Los Tradicionales. In die tijd werd hij "juglar de la era moderna" (minstreel van de moderne tijd) genoemd.
Succes was geen reden om zijn afkomst te vergeten. Telkens als hij kon, keerde hij terug naar zijn geboortestad en nam hij deel aan de viering van de Cultuurweken en de Hommagedagen voor zijn vriend, de dichter Manuel Navarro Luna. In Manzanillo bleef hij rondlopen en optreden waar hij gevraagd werd. Zijn favoriete plek was La Casa de la Trova, waar hij urenlang met zijn vrienden zong en zijn favoriete drankje, Pinilla-rum, dronk.
Het vertrek van de Argentijnse revolutionair Che Guevara van Cubaans grondgebied in 1965 had zo'n impact op Carlos Puebla dat hij, op dezelfde avond dat Fidel Castro Guevara's afscheidsbrief vrijgaf, Puebla, die niet kon slapen, zijn bekendste werk componeerde, "Hasta siempre, comandante", een eerbetoon aan de guerrillaleider dat na Guevara's dood in 1967 een internationaal revolutionair volkslied zou worden.

### Zijn dood
Na een lang ziekbed overleed hij op 71-jarige leeftijd op 12 juli 1989 in Havana. Zijn muzikale oeuvre omvatte inmiddels meer dan zeventig liedjes waarin hij met zijn karakteristieke gevoel voor humor sociale en traditionele thema's aansneed. Ziekte kon zijn joviale gevoel voor humor niet ondermijnen.